# 岡山県小学校一覧
岡山県小学校一覧（おかやまけんしょうがっこういちらん）は、岡山県の初等教育を行う学校（小学校、義務教育学校）の一覧。

## 国立小学校
- 岡山大学教育学部附属小学校

## 公立小学校

### 岡山市

#### 北区
- 岡山市立岡山中央小学校
- 岡山市立清輝小学校
- 岡山市立伊島小学校
- 岡山市立津島小学校
- 岡山市立石井小学校
- 岡山市立鹿田小学校
- 岡山市立大元小学校
- 岡山市立御野小学校
- 岡山市立岡南小学校
- 岡山市立牧石小学校
- 岡山市立大野小学校
- 岡山市立西小学校
- 岡山市立御南小学校
- 岡山市立陵南小学校
- 岡山市立三門小学校
- 岡山市立中山小学校
- 岡山市立馬屋下小学校
- 岡山市立桃丘小学校
- 岡山市立平津小学校
- 岡山市立野谷小学校
- 岡山市立横井小学校
- 岡山市立馬屋上小学校
- 岡山市立庄内小学校
- 岡山市立加茂小学校
- 岡山市立鯉山小学校
- 岡山市立吉備小学校
- 岡山市立福田小学校
- 岡山市立足守小学校
- 岡山市立蛍明小学校
- 岡山市立御津小学校
- 岡山市立御津南小学校
- 岡山市立五城小学校
- 岡山市立竹枝小学校
- 岡山市立建部小学校
- 岡山市立福渡小学校

#### 中区
- 岡山市立旭東小学校
- 岡山市立三勲小学校
- 岡山市立宇野小学校
- 岡山市立旭竜小学校
- 岡山市立平井小学校
- 岡山市立操南小学校
- 岡山市立操明小学校
- 岡山市立富山小学校
- 岡山市立旭操小学校
- 岡山市立財田小学校
- 岡山市立竜之口小学校
- 岡山市立高島小学校
- 岡山市立幡多小学校

#### 東区
- 岡山市立古都小学校
- 岡山市立可知小学校
- 岡山市立芥子山小学校
- 岡山市立政田小学校
- 岡山市立開成小学校
- 岡山市立西大寺小学校
- 岡山市立西大寺南小学校
- 岡山市立雄神小学校
- 岡山市立豊小学校
- 岡山市立浮田小学校
- 岡山市立城東台小学校
- 岡山市立平島小学校
- 岡山市立御休小学校
- 岡山市立角山小学校
- 岡山市立江西小学校
- 岡山市立千種小学校
- 岡山市立山南学園

#### 南区
- 岡山市立福浜小学校
- 岡山市立平福小学校
- 岡山市立芳泉小学校
  - 岡山市立芳泉小学校ひばり分校
- 岡山市立福島小学校
- 岡山市立南輝小学校
- 岡山市立芳田小学校
- 岡山市立芳明小学校
- 岡山市立甲浦小学校
- 岡山市立小串小学校
- 岡山市立浦安小学校
- 岡山市立興除小学校
- 岡山市立曽根小学校
- 岡山市立東疇小学校
- 岡山市立第一藤田小学校
- 岡山市立第二藤田小学校
- 岡山市立第三藤田小学校
- 岡山市立灘崎小学校
  - 岡山市立灘崎小学校迫川分校
- 岡山市立七区小学校
- 岡山市立彦崎小学校
- 岡山市立妹尾小学校
- 岡山市立箕島小学校
- 岡山市立福田小学校

### 倉敷市
- 倉敷市立倉敷東小学校
- 倉敷市立倉敷西小学校
- 倉敷市立老松小学校
- 倉敷市立万寿小学校
- 倉敷市立万寿東小学校
- 倉敷市立大高小学校
- 倉敷市立葦高小学校
- 倉敷市立倉敷南小学校
- 倉敷市立中洲小学校
- 倉敷市立中島小学校
- 倉敷市立粒江小学校
- 倉敷市立中庄小学校
- 倉敷市立帯江小学校
- 倉敷市立菅生小学校
- 倉敷市立豊洲小学校
- 倉敷市立庄小学校
- 倉敷市立茶屋町小学校
- 倉敷市立西阿知小学校
- 倉敷市立天城小学校
- 倉敷市立第一福田小学校
- 倉敷市立第二福田小学校
- 倉敷市立第三福田小学校
- 倉敷市立第四福田小学校
- 倉敷市立第五福田小学校
- 倉敷市立水島小学校
- 倉敷市立旭丘小学校
- 倉敷市立連島西浦小学校
- 倉敷市立連島神亀小学校
- 倉敷市立連島東小学校
- 倉敷市立連島南小学校
- 倉敷市立連島北小学校
- 倉敷市立味野小学校
- 倉敷市立赤崎小学校
- 倉敷市立下津井東小学校
- 倉敷市立下津井西小学校
- 倉敷市立本荘小学校
- 倉敷市立児島小学校
- 倉敷市立緑丘小学校
- 倉敷市立琴浦東小学校
- 倉敷市立琴浦西小学校
- 倉敷市立琴浦南小学校
- 倉敷市立琴浦北小学校
- 倉敷市立郷内小学校
- 倉敷市立玉島小学校
- 倉敷市立上成小学校
- 倉敷市立乙島小学校
- 倉敷市立乙島東小学校
- 倉敷市立柏島小学校
- 倉敷市立玉島南小学校
- 倉敷市立長尾小学校
- 倉敷市立富田小学校
- 倉敷市立沙美小学校
- 倉敷市立南浦小学校
- 倉敷市立穂井田小学校
- 倉敷市立船穂小学校
- 倉敷市立柳井原小学校
- 倉敷市立川辺小学校
- 倉敷市立岡田小学校
- 倉敷市立薗小学校
- 倉敷市立箭田小学校
- 倉敷市立二万小学校
- 倉敷市立呉妹小学校

### 津山市
- 津山市立東小学校
- 津山市立西小学校
- 津山市立南小学校
- 津山市立北小学校
- 津山市立林田小学校
- 津山市立鶴山小学校
- 津山市立弥生小学校
- 津山市立向陽小学校
- 津山市立院庄小学校
- 津山市立佐良山小学校
- 津山市立一宮小学校
- 津山市立高田小学校
- 津山市立清泉小学校
- 津山市立高倉小学校
- 津山市立高野小学校
- 津山市立成名小学校
- 津山市立河辺小学校
- 津山市立大崎小学校
- 津山市立広野小学校
- 津山市立加茂小学校
- 津山市立新野小学校
- 津山市立広戸小学校
- 津山市立勝加茂小学校
- 津山市立喬松小学校
- 津山市立中正小学校
- 津山市立誠道小学校
- 津山市立秀実小学校

### 玉野市
- 玉野市立田井小学校
- 玉野市立宇野小学校
- 玉野市立築港小学校
- 玉野市立玉小学校
- 玉野市立日比小学校
- 玉野市立第二日比小学校
- 玉野市立山田小学校
- 玉野市立後閑小学校
- 玉野市立荘内小学校
- 玉野市立八浜小学校
- 玉野市立大崎小学校
- 玉野市立鉾立小学校
- 玉野市立胸上小学校
- 玉野市立玉原小学校

### 笠岡市
- 笠岡市立大井小学校
- 笠岡市立大島小学校
- 笠岡市立大島東小学校
- 笠岡市立笠岡小学校
- 笠岡市立金浦小学校
- 笠岡市立北川小学校
- 笠岡市立城見小学校
- 笠岡市立陶山小学校
- 笠岡市立中央小学校
- 笠岡市立新山小学校
- 笠岡市立神内小学校
- 笠岡市立神島外小学校
- 笠岡市立北木小学校
- 笠岡市立真鍋小学校
- 笠岡市立六島小学校
- 笠岡市立吉田小学校

### 井原市
- 井原市立青野小学校
- 井原市立県主小学校
- 井原市立出部小学校
- 井原市立稲倉小学校
- 井原市立井原小学校
- 井原市立荏原小学校
- 井原市立大江小学校
- 井原市立木之子小学校
- 井原市立高屋小学校
- 井原市立西江原小学校
- 井原市立野上小学校
- 井原市立芳井小学校
- 井原市立美星小学校

### 総社市
- 総社市立阿曽小学校
- 総社市立池田小学校
- 総社市立清音小学校
- 総社市立神在小学校
- 総社市立新本小学校
- 総社市立総社小学校
- 総社市立総社北小学校
- 総社市立総社中央小学校
- 総社市立総社西小学校
- 総社市立総社東小学校
- 総社市立常盤小学校
- 総社市立秦小学校
- 総社市立山手小学校
- 総社市立昭和五つ星学園義務教育学校

### 高梁市
- 高梁市立高梁小学校
- 高梁市立玉川小学校
- 高梁市立津川小学校
- 高梁市立中井小学校
- 高梁市立松原小学校
- 高梁市立宇治小学校
- 高梁市立落合小学校
- 高梁市立川面小学校
- 高梁市立巨瀬小学校
- 高梁市立福地小学校
- 高梁市立成羽小学校
- 高梁市立川上小学校
- 高梁市立富家小学校
- 高梁市立有漢学園

### 新見市
- 新見市立塩城小学校
- 新見市立高尾小学校
- 新見市立思誠小学校
- 新見市立新見南小学校
- 新見市立上市小学校
- 新見市立西方小学校
- 新見市立千屋小学校
- 新見市立草間台小学校
- 新見市立刑部小学校
- 新見市立神代小学校
- 新見市立神郷北小学校
- 新見市立本郷小学校
- 新見市立新砥小学校
- 新見市立矢神小学校
- 新見市立野馳小学校

### 備前市
- 備前市立西鶴山小学校
- 備前市立香登小学校
- 備前市立伊部小学校
- 備前市立片上小学校
- 備前市立伊里小学校
- 備前市立東鶴山小学校
- 備前市立三石小学校
- 備前市立日生西小学校
- 備前市立日生東小学校
- 備前市立吉永小学校

### 瀬戸内市
- 瀬戸内市立牛窓東小学校
- 瀬戸内市立牛窓西小学校
- 瀬戸内市立牛窓北小学校
- 瀬戸内市立邑久小学校
- 瀬戸内市立今城小学校
- 瀬戸内市立裳掛小学校
- 瀬戸内市立美和小学校
- 瀬戸内市立国府小学校
- 瀬戸内市立行幸小学校

### 赤磐市
- 赤磐市立山陽小学校
- 赤磐市立山陽西小学校
- 赤磐市立山陽東小学校
- 赤磐市立山陽北小学校
- 赤磐市立石相小学校
- 赤磐市立軽部小学校
- 赤磐市立笠岡小学校
- 赤磐市立豊田小学校
- 赤磐市立磐梨小学校
- 赤磐市立桜が丘小学校
- 赤磐市立仁美小学校
- 赤磐市立城南小学校

### 真庭市
- 真庭市立勝山小学校
- 真庭市立月田小学校
- 真庭市立富原小学校
- 真庭市立落合小学校
- 真庭市立木山小学校
- 真庭市立美川小学校
- 真庭市立川東小学校
- 真庭市立河内小学校
- 真庭市立天津小学校
- 真庭市立遷喬小学校
- 真庭市立草加部小学校
- 真庭市立米来小学校
- 真庭市立樫邑小学校
- 真庭市立余野小学校
- 真庭市立湯原小学校
- 真庭市立美甘小学校
- 真庭市立北房小学校
- 真庭市立川上小学校
- 真庭市立八束小学校
- 真庭市立中和小学校

### 美作市
- 美作市立勝田小学校
- 美作市立勝田東小学校
- 美作市立美作第一小学校
- 美作市立美作北小学校
- 美作市立江見小学校
- 美作市立土居小学校
- 美作市立大原小学校
- 美作市立英田小学校

### 浅口市
- 浅口市立金光小学校
- 浅口市立金光竹小学校
- 浅口市立金光吉備小学校
- 浅口市立鴨方西小学校
- 浅口市立鴨方東小学校
- 浅口市立六条院小学校
- 浅口市立寄島学園

### 和気郡
- 和気町立和気小学校
- 和気町立本荘小学校
- 和気町立佐伯小学校

### 都窪郡
- 早島町立早島小学校

### 浅口郡
- 里庄町立里庄西小学校
- 里庄町立里庄東小学校

### 小田郡
- 矢掛町立小田小学校
- 矢掛町立川面小学校
- 矢掛町立中川小学校
- 矢掛町立美川小学校
- 矢掛町立三谷小学校
- 矢掛町立矢掛小学校
- 矢掛町立山田小学校

### 真庭郡
- 新庄村立新庄小学校

### 苫田郡
- 鏡野町立大野小学校
- 鏡野町立香々美小学校
- 鏡野町立鶴喜小学校
- 鏡野町立南小学校
- 鏡野町立奥津小学校

### 勝田郡
- 勝央町立勝央北小学校
- 勝央町立勝間田小学校
- 奈義町立奈義小学校

### 英田郡
- 西粟倉村立西粟倉小学校

### 久米郡
- 美咲町立柵原学園
- 美咲町立加美小学校
- 美咲町立美咲中央小学校
- 美咲町立旭学園
- 久米南町立神目小学校
- 久米南町立誕生寺小学校
- 久米南町立弓削小学校

### 加賀郡

#### 組合立小学校
- 吉備高原都市学校事務組合立吉備高原小学校

#### 町立小学校
- 吉備中央町立津賀小学校
- 吉備中央町立円城小学校
- 吉備中央町立御北小学校
- 吉備中央町立上竹荘小学校
- 吉備中央町立豊野小学校
- 吉備中央町立下竹荘小学校
- 吉備中央町立吉川小学校
- 吉備中央町立大和小学校

## 私立小学校
- ノートルダム清心女子大学附属小学校
- 吉備高原のびのび小学校
- 朝日塾小学校
- 就実小学校